# Mahendra Singh Dhoni
Mahendra Singh Dhoni (hindi:महेन्द्र सिंह धोनी ur. 7 lipca 1981 w Ranchi) – kapitan reprezentacji Indii w krykiecie. Zdobywca Pucharu Świata w krykiecie 2011.